# Anopulvinaria cephalocarinata
Anopulvinaria cephalocarinata är en insektsart som beskrevs av Fonseca 1972. Anopulvinaria cephalocarinata ingår i släktet Anopulvinaria och familjen skålsköldlöss. Inga underarter finns listade i Catalogue of Life.